# 壽寧寺 (中江縣)
壽寧寺位於四川省德陽市中江縣，文物遺址年代判定為明至清。2012年7月16日公佈為第八批四川省文物保護單位。
壽寧寺位於四川省德陽市中江縣南華鎮譚家街棲妙山腰，背靠蔥籠陡峭的棲妙山，面朝清澈明淨的凱江河，與縣城南北二塔爭輝，同城東魁山相映。壽寧寺始建於唐貞觀時期，初名集虛觀，後毀。明代重建為雷神廟。該寺坐西向東，呈復合四合院佈局，依山而建，總占地面積940.95平方公尺。中軸線上建築依次為天王殿（前殿）、大雄殿（正殿）、觀音殿（後殿）。明崇禎壬申年（1632）邑人宋興祖（大理寺正卿）捐資新建觀音殿。清乾隆壬申年（1752）修建大雄寶殿。清道光十年（1830）修建天王殿。1989年為紀念原中國佛協副會長正果法師更名為壽寧寺。1985年，壽寧寺被中江縣人民政府公佈為縣級文物保護單位。